# Абдулићи
Абдулићи су насељено мјесто у општини Братунац, Република Српска, БиХ. Према прелиминарним подацима пописа становништва 2013. године, у насељу је живјело 184 становника.

## Географија
Налази се на 250-650 метара надморске висине, површине 2,94 км², удаљено око 25 км од Братунца. Припада мјесној заједници Факовићи. Разбијеног је типа, а засеоци су: Абдулићи, Жањево и Поток. Смјештено је на лијевој обали Дрине. Атар је богат бјелогоричном шумом (буква, храст, багрем). Кроз село пролази регионални пут Братунац - Скелани. Према предању, добило је име по породици Абдулић, која је овдје некад живјела. Мјештани се углавном баве пољопривредом, највише воћарством и сточарством. Најближа школа је у селу Факовићи. Џамија, поред које се налази муслиманско гробље, завршена је 2015. године. Село је добило електричну енергију 1970, а мрежа је обновљена 1997. године. Становништво се водом снабдијева са каптираних извора.

## Историја
у Другом свјетском рату из овог села погинуло је 14 цивила. Током рата 1992-1995. село је страдало, а послије рата нека домаћинства су обновљена.

## Становништво
У дефтерима из 1519. и 1533. У Нахији Шубин пописано је село Жрњево, које су приређивачи дефтера убицирали у данашњи заселак Жањево. Село је 1879. имало 22 домаћинства и 138 становника (муслимана); 1895. - 151 становника; 1921. - 125; 1948. - 184; 1961. - 254; 1991. - 327; 2013. - 41 домаћинство и 181 становника (113 муслимана и 68 Срба). Према подацима са терена, 2016. у селу су живјеле три бошњачке породице. Бројније породице које стално или повремено бораве у селу су: Габељић, Махмутовић, Мујкић, Османовић, Риџић, Селимовић, Смаиловић, Суљић, Ћатић и Хасановић. Са Абдулићима се граничи заселак Дивовићи, са српским становништвом, који припада селу Бољевићи. Претпоставља се да је 2013. тај заселак пописан у оквиру села Абдулићи.
|         | 2013.        | 1991.         | 1981.         | 1971.         |
| Укупно  | 188 (100,0%) | 327 (100,0%)  | 358 (100,0%)  | 334 (100,0%)  |
| Бошњаци | 120 (63,83%) | 325 (99,39%)1 | 358 (100,0%)1 | 334 (100,0%)1 |
| Срби    | 68 (36,17%)  | –             | –             | –             |
| Остали  | –            | 2 (0,612%)    | –             | –             |

1. 1 На пописима од 1971. до 1991. Бошњаци су пописивани углавном као Муслимани.

| Демографија | Демографија | Демографија |
| Година      | Становника  | Становника  |
| ----------- | ----------- | ----------- |
| 1948.       | 184         |             |
| 1953.       | 198         |             |
| 1961.       | 254         |             |
| 1971.       | 334         |             |
| 1981.       | 358         |             |
| 1991.       | 327         |             |